# Spoorbrug Witte Paarden
Spoorbrug Witte Paarden is een brug over het spoor bij Witte Paarden in de Nederlandse gemeente Steenwijkerland. Sinds eind 2021 draagt de brug de naam Marinier der 1e klasse Rico Bos, ter ere van marinier Rico Bos (1975-1993).

## Geschiedenis
In 1865 werd de oorspronkelijke brug gebouwd. In 2018 werden vervormingen van de burg geconstateerd, waardoor de brug werd afgesloten voor vrijwel al het verkeer. De vervormingen waren het gevolg van overbelasting door te zwaar verkeer. Sinds 2014 was de brug officieel enkel toegankelijk voor voertuigen met een gewicht van maximaal 4 ton.
In 2021 werd de burg vervangen voor een nieuwe brug met een lengte van ongeveer 24 meter, een breedte van 6 meter en een gewicht van ongeveer 70 ton. Bij de officiële opening van de brug werd deze vernoemd naar marinier Rico Bos. De vernoeming is onderdeel van een project, waarbij in totaal 43 bruggen en viaducten in Nederland vernoemd worden naar overleden militairen zodat zij niet worden vergeten. In 1993 was Bos op een vredesmissie in Sisophon, Cambodja. Tijdens een overleg op het kamp werd hij dodelijk getroffen door een kogel van een collega, die bezig was met zijn pistool. Ondanks dat pistolen leeggeschoten moeten zijn voordat ze mee het kamp op mogen.